# Adam Scott (Schauspieler)

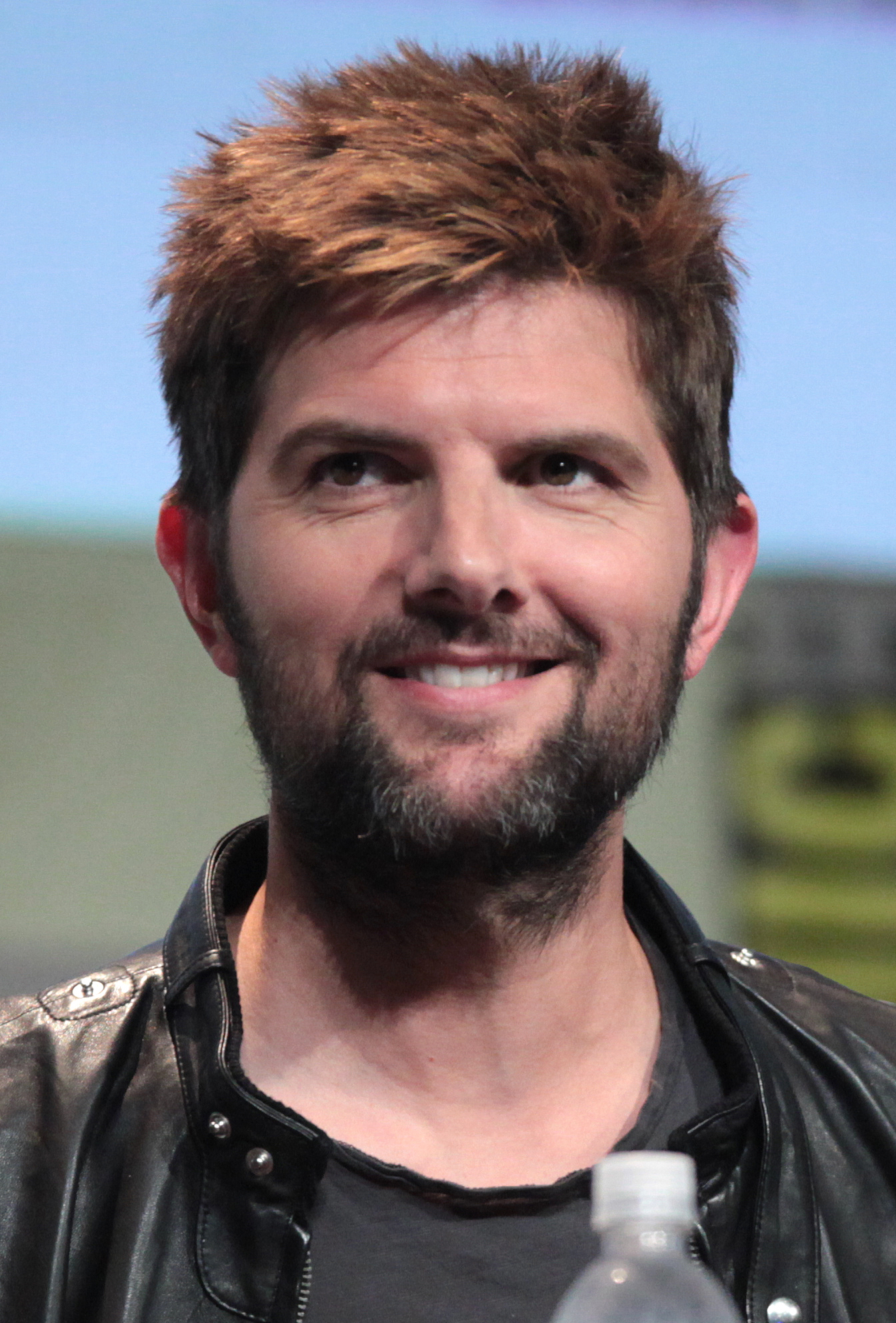
Adam Scott (2015)

Adam Scott (* 3. April 1973 in Santa Cruz, Kalifornien) ist ein US-amerikanischer Schauspieler. Er ist seit 1994 in mehr als 60 Spielfilmen und über 50 TV-Serien in Erscheinung getreten.

## Karriere
Scott nahm Schauspielunterricht an der American Academy of Dramatic Arts in Pasadena. Seine Karriere begann Mitte der 1990er mit Gastauftritten in verschiedenen Fernsehserien, u. a. wirkte er in einigen Episoden von Emergency Room – Die Notaufnahme und Das Leben und ich mit. Zeitgleich spielte er am Theater. Eine Nebenrolle in Star Trek: Der erste Kontakt im Jahr 1996 war Scotts erster Auftritt in einer großen Kinoproduktion.
Seine Darbietung im Comedy-Drama The Vicious Kind wurde sowohl auf dem Sidewalk Moving Picture Festival in Birmingham als auch auf dem Strasbourg International Film Festival in Straßburg prämiert.
Ab Ende der zweiten Staffel bis zum Serienende 2015 war er in der Serie Parks and Recreation in der Rolle des Ben Wyatt zu sehen.

## Filmografie (Auswahl)
- 1994: Dead at 21 – Tödliche Träume (Dead at 21, Fernsehserie, Folge 1x01)
- 1994–1995: Das Leben und Ich (Boy Meets World, Fernsehserie, 4 Folgen)
- 1995: Emergency Room – Die Notaufnahme (ER, Fernsehserie, Folge 1x20 Nacht der Frauen)
- 1995: Murder One (Fernsehserie, 6 Folgen)
- 1996: New York Cops – NYPD Blue (NYPD Blue, Fernsehserie, Folge 3x14 Kannibale Sipowicz)
- 1996: Hellraiser IV – Bloodline (Hellraiser: Bloodline)
- 1996: Star Trek: Der erste Kontakt (Star Trek: First Contact)
- 1998–1999: Party of Five (Fernsehserie, 7 Folgen)
- 1999: Wasteland (Fernsehserie, 7 Folgen)
- 2001: Seven and a Match
- 2002: Ronnie (The Killer Next Door)
- 2002: Glory Days (Fernsehserie, Folge 1x06)
- 2002: High Crimes – Im Netz der Lügen (High Crimes)
- 2002: Six Feet Under – Gestorben wird immer (Six Feet Under, Fernsehserie, Folgen 2x05–2x06)
- 2003: Two Days
- 2004: Hart am Limit (Torque)
- 2004: CSI: Miami (Fernsehserie, Folge 2x15 Paparazzi)
- 2004: Off the Lip
- 2004: Aviator (The Aviator)
- 2005: Mord und Margaritas (The Matador)
- 2005: Veronica Mars (Fernsehserie, Folge 1x14 Mars gegen Mars)
- 2005: Das Schwiegermonster (Monster-in-Law)
- 2005: The Return
- 2006: Art School Confidential
- 2006: Law & Order (Fernsehserie, Folge 16x17 Amerika, Inc.)
- 2006: First Snow
- 2007: Beim ersten Mal (Knocked Up)
- 2007: Tell Me You Love Me (Fernsehserie, 10 Folgen)
- 2008: Der große Buck Howard (The Great Buck Howard)
- 2008: Der Börsen-Crash (August)
- 2008: Corporate Affairs
- 2008: Stiefbrüder (Step Brothers)
- 2008: Immer noch Liebe! (Lovely, Still)
- 2009: The Vicious Kind
- 2009: Trust Me (Fernsehserie, 2 Folgen)
- 2009–2010: Eastbound & Down (Fernsehserie, 2 Folgen)
- 2009–2010, 2023: Party Down (Fernsehserie)
- 2010: Verlobung auf Umwegen (Leap Year)
- 2010: The Sarah Silverman Program. (Fernsehserie, Folge 3x08)
- 2010: Operation: Endgame
- 2010: Piranha 3D
- 2010: Childrens’ Hospital (Fernsehserie, Folge 2x05)
- 2010: American Dad (Fernsehserie, Folge 6x07 Der Staat gegen Martin Sugar, Stimme)
- 2010–2015: Parks and Recreation (Fernsehserie, 96 Folgen)
- 2011: Our Idiot Brother
- 2011: NTSF:SD:SUV:: (Fernsehserie, Folge 1x04)
- 2011: Friends with Kids
- 2012: Die Hochzeit unserer dicksten Freundin (Bachelorette)
- 2012: See Girl Run
- 2012: Unterwegs mit Mum (The Guilt Trip)
- 2012–2013: Burning Love (Fernsehserie, 6 Folgen)
- 2012–2014: The Greatest Event in Television History (Fernsehserie, 4 Folgen)
- 2013: Scheidungsschaden inklusive (A.C.O.D.)
- 2013: Maron (Fernsehserie, Folge 1x10)
- 2013: Drunk History (Fernsehserie, Folge 1x01)
- 2013: Das erstaunliche Leben des Walter Mitty (The Secret Life of Walter Mitty)
- 2014: They Came Together
- 2015: The Overnight – Einladung mit gewissen Vorzügen (The Overnight)
- 2015: Sleeping with Other People
- 2015: Hot Tub Time Machine 2
- 2015: Black Mass
- 2015: Krampus
- 2016: Angie Tribeca (Fernsehserie, Folge 1x02 Es war die Hochzeitsplanerin)
- 2016: Animals. (Fernsehserie, Folge 1x03, Stimme)
- 2016–2018: The Good Place (Fernsehserie, 5 Folgen)
- 2017: Amerikas meistgehasste Frau (The Most Hated Woman in America)
- 2017: Flower
- 2017: Veep – Die Vizepräsidentin (Veep, Fernsehserie, Folge 6x09 Buchvorstellung)
- 2017: Little Evil
- 2017: The Disaster Artist
- 2017–2018: Ghosted (Fernsehserie, 16 Folgen)
- 2017–2019: Big Little Lies (Fernsehserie, 14 Folgen)
- 2019: The Twilight Zone (Fernsehserie, Folge 1x02)
- 2020: Psychedelische Abenteuer: Have a Good Trip! (Have a Good Trip: Adventures in Psychedelics, Dokumentarfilm)
- 2021: Big Mouth (Fernsehserie, Folge 5x04, Stimme)
- seit 2022: Severance (Fernsehserie)
- 2022: Reich! (Loot, Fernsehserie, 4 Folgen)
- 2022: Inside Job (Fernsehserie, 5 Folgen, Stimme)
- 2024: Madame Web
- 2025: The Monkey